# Fairview (Texas)
Fairview è un centro abitato degli Stati Uniti d'America, situato nella contea di Collin dello Stato del Texas.

## Geografia fisica
Fairview è situata a 33°08′54″N 96°37′11″W.
Secondo lo United States Census Bureau, ha un'area totale di 8,8 miglia quadrate (23 km²).

## Società

### Evoluzione demografica
Secondo il censimento del 2010 c'erano 7.248 persone, 2.841 nuclei familiari e 2.266 famiglie residenti nella città. La densità di popolazione era di 823,6 persone per miglio quadrato (317,9/km²). C'erano 3.140 unità abitative a una densità media di 356.8/sq. mi (137,7/km²). La composizione etnica della città era formata dall'88,25% di bianchi, il 3,56% di neri o African American, lo 0,62% di nativi americani, il 4,26% di asiatici, l'1,63% di altre razze, e l'1,68% di due o più etnie. Ispanici o latinos di qualunque razza erano il 6,21% della popolazione.
C'erano 2.841 nuclei familiari di cui il 27,8% aveva figli di età inferiore ai 18 anni, il 74,9% erano coppie sposate conviventi, il 3,1% aveva un capofamiglia femmina senza marito, e il 20,2% erano non-famiglie. Il 18,1% di tutti i nuclei familiari erano individuali e il 9,5% aveva componenti con un'età di 65 anni o più che vivevano da soli. Il numero di componenti medio di un nucleo familiare era di 2,55 e quello di una famiglia era di 2,89.
La popolazione era composta dal 22,2% di persone sotto i 18 anni, il 4,3% di persone dai 18 ai 24 anni, il 5,3% di 25 to 34, il 19,3% di 35 to 49, il 24,5% di 50 to 64, e il 24,3% di persone di 65 anni o più. L'età media era di 49 anni. Per ogni 100 femmine dai 18 anni in giù, c'erano 90,5 maschi.
Il reddito medio di un nucleo familiare era di 104.974 dollari, e quello di una famiglia era di 114.667 dollari. Il reddito pro capite era di 55.226 dollari. Circa l'1,5% delle famiglie e il 6,7% della popolazione erano sotto la soglia di povertà.
Secondo il censimento del 2010, la popolazione della città era di 7.248 persone.